# بیابان درختچه‌ای بین‌النهرین
بیابان درختچه‌ای بین‌النهرین (انگلیسی: Mesopotamian shrub desert) یک بوم‌ناحیه بیابانی و درختچه‌زاری خشک در غرب آسیا است که در بخش‌هایی از اسرائیل، اردن، سوریه، عراق و ایران گسترش یافته‌است.

## جغرافیا
بیابان درختچه‌ای میان‌رودان یک منطقه گذار میان استپ‌های نیمه‌خشک شمال میان‌رودان و منطقه شام در سمت شمال و بیابان عربی در جنوب است. بخش غربی این بوم‌ناحیه از فلات‌های صخره‌ای یا ماسه‌ای تشکیل شده‌است که شامل بیابان شام در جنوب سوریه و شمال اردن و بخش‌هایی از بیابان حرات الشام در شرق اردن که از سنگ‌های بازالتی سیاه تشکیل شده، می‌گردد. بخش‌های شرقی بوم‌ناحیه شامل میان‌رودان مرکزی و رودهای دجله و فرات می‌شود که از میان این بخش می‌گذرند.

## اقلیم
اقلیم این بوم‌ناحیه از نوع نیمه‌حاره‌ای خشک است. میانگین بارندگی ۱۲۰ میلی‌متر در سال است است که در ماه‌های زمستان متمرکز است. دمای هوا در طول روز اغلب از ۴۰ درجه سانتیگراد در ماه‌های تابستان فراتر می‌رود. زمستان‌ها خنک‌تر است و دما در شب‌های زمستان می‌تواند به زیر صفر برسد.